# Dasyhelea fulvosa
Dasyhelea fulvosa är en tvåvingeart som beskrevs av Remm 1967. Dasyhelea fulvosa ingår i släktet Dasyhelea och familjen svidknott. Inga underarter finns listade i Catalogue of Life.